# Duneau
Duneau település Franciaországban, Sarthe megyében. Lakosainak száma 1076 fő (2022. január 1.). Duneau Beillé, Sceaux-sur-Huisne, Thorigné-sur-Dué, Vouvray-sur-Huisne, Connerré, Dollon és Le Luart községekkel határos.

## Népesség
A település népességének változása:
| Lakosok száma | 1052 | 1056 | 1072 | 1045 | 1043 | 1041 | 1061 | 1074 | 1076 |
|               | 2013 | 2015 | 2016 | 2017 | 2018 | 2019 | 2020 | 2021 | 2022 |